# Oligoneurina
Oligoneurina là một chi bướm đêm thuộc họ Gracillariidae.

## Các loài
- Oligoneurina ficicola Vári, 1961